# 26858 Misterrogers
26858 Misterrogers (/[invalid input: 'icon']ˌmɪstər ˈrɒdʒərz/) là một tiểu hành tinh vành đai chính, được đặt theo tên chương trình truyền hình trẻ em Fred Rogers.